# 真情流露於五彩之時
《真情流露於五彩之時》是QUINCE SOFT在2017年9月29日發售的戀愛冒險類型成人遊戲。

## 故事簡介
當東雲曉睜開眼睛時，發現了自己身處於雙六的世界，而曉的唯一目標就是到達終點，但在通關的路途上曉還有很多需要面對的困難。

## 登場角色
東雲曉
作品男主角，喜歡占卜，在學校成立占卜社。父母及妹妹從小便因車禍死亡，而自身也在養育機構「曉月學園」長大，後來逃出曉月學園後受到京楓幫助，並就此住在京楓家。觀察力敏銳，是破解雙六世界謎底的重要關鍵人物。
野野宮京楓
曉所借住家庭的女兒，也是曉的青梅竹馬。在雙六世界中因為失去記憶而處處和曉作對。
鬼無水美咲（聲：相模戀）
曉與京楓的青梅竹馬，待人親切有禮且成績優秀。在雙六世界一直以和平主義為重，並且總是主動幫助曉。
進入雙六世界前其實已生了性命垂危的重病，因而被物部總司當成通往雙六世界的鑰匙，過關之後恢復了健康。
克蕾雅·寇特妮·克蕾雅
曉的同班同學，來自英國的轉學生，但日語卻很流暢。在雙六世界中不與任何人為敵，並希望在享受遊戲後過關。
琥珀（聲：白雪碧）
缺乏感情變化的少女，性格率直，不善與人往來，實際身分是曉他們經常在神社見到的貓咪。
鹿乃緣（聲：蒼原千佳）
雙六世界中另一個將曉視為敵人的少女，希望以自己的強大力量殺死曉。實際上和曉同樣出身自曉月學園，但並不像曉有著遇見京楓的好運氣，因而開始憎恨曉。
物部總司
曉的班導師，教授科目為現代文。其實是雙六世界的幕後黑手，並以壓倒性的絕對實力擊倒曉等人，後來中了美咲的計策，讓曉等人忘記了他的存在，並讓曉他們解開了雙六之局。

## 主題曲
片頭曲「色化粧」
作詞：，作曲、編曲：Team-OZ，主唱：nao
片尾曲
作詞：，作曲、編曲：，主唱：冰青

## 評價
《真情流露於五彩之時》在Getchu.com的2017年9月銷量榜上排名第3名。於「萌系遊戲大賞」2017年9月的月間賞獲得第7名。

## 外部連結
- 真情流露於五彩之時遊戲官網 （页面存档备份，存于）（日語）